# Stefan Resjko
Stefan Resjko (Oekraïens: Стефан Михайлович Решко) (Kljoetsjarky, 24 maart 1947) is een voormalig Oekraïens voetballer en kwam als speler nog uit voor de Sovjet-Unie.

## Biografie
Resjko begon zijn carrière bij Verhovyna Oezjgorod en maakte in 1968 de overstap naar Lokomotiv Vinnitsja. In 1968 ging hij dan naar Tsjernomorets Odessa en speelde toen ook al enkele wedstrijden met de olympische selectie van de Sovjet-Unie. Van 1971 tot 1978 speelde hij voor Dinamo Kiev, waarmee hij vier landstitels, twee bekers en de Europacup II mee won.
In 1975 en 1976 speelde hij vijftien wedstrijden voor het nationale elftal.